# 공승
공승(龔勝, 기원전 68년 ~ 기원후 11년)은 전한 말기의 관료로, 자는 군빈(君賓)이며 초국 팽성현(彭城縣) 염리(廉里) 사람이다.

## 생애
신도태부 진옹생을 사사하였다. 동향인 공사와 벗하였으며, 둘 다 명성을 떨쳐 양공(兩龔)이라고 일컬어졌다. 학문을 좋아하여 경전에 밝아 공승은 군리(郡吏)가 되었고, 공사는 벼슬하지 않았다.
수재로 천거되어 중천령(重泉令)을 지냈으나, 곧 병으로 사임하였다. 이후 대사공 하무와 집금오 염숭의 천거를 받았고, 애제 또한 정도왕 시절부터 그 명성을 익히 알고 있었기 때문에 간대부(諫大夫)로 삼았다. 공승은 애제에게 공사·영수(甯壽)·후가(侯嘉)를 천거하였는데, 공사·후가는 간대부에 임명되었고, 영수는 병을 핑계로 나아가지 않았다.
건평 4년(기원전 3년), 광록대부였던 공승은 우부풍에 임명되었으나, 이듬해에 원래 관직으로 되돌려졌다.
원시 2년(2년), 태중대부 병한과 함께 벼슬자리에서 물러나 고향으로 돌아갔다. 왕망은 둘에게 많은 재화를 주었고, 아들들을 낭(郞)으로 제수하였다.
신 시건국 3년(11년), 왕망은 공승을 사우좨주(師友祭酒)에 임명하였다. 그러나 공승은 응하지 않고는 식사를 거절하여, 14일 만에 굶어 죽었다.

## 출전
- 반고, 《한서》
  - 권19하 백관공경표 下
  - 권72 왕공양공포전
  - 권88 유림열전
  - 권99중 왕망전 中

| 전임 위장 | 전한의 우부풍 기원전 3년 ~ 기원전 2년 | 후임 홍담 |